# Warlords
"Warlords" é o décimo terceiro episódio da décima primeira temporada da série de televisão de terror pós-apocalíptico The Walking Dead. O episódio foi escrito por Jim Barnes e Erik Mountain, e dirigido por Loren Yaconelli.
No episódio, Maggie (Lauren Cohan), Lydia (Cassady McClincy) e Elijah (Okea Eme-Akwari) ajudam um estranho de outra comunidade chamada Riverbend. Eles encontram Aaron (Ross Marquand), que lhes conta sobre uma missão que ele embarcou com Gabriel (Seth Gilliam) como emissários para a Commonwealth.
O episódio recebeu críticas positivas da crítica.

## Enredo
Aaron (Ross Marquand) e Gabriel (Seth Gilliam) são recrutados pelo chefe de Aaron, Toby Carlson (Jason Butler Harner), para participar de uma missão de divulgação com uma comunidade em um complexo de apartamentos para oferecer a eles adesão à Commonwealth. O líder do grupo, Ian (Michael Biehn), se encontra com Aaron, Gabriel, Carlson e Jesse e acredita que eles são inimigos. Embora Aaron e Gabriel falem com Ian para deixá-los sair com suas vidas, Carlson ataca e mata ele e muitos de seu povo. Carlson foi realmente designado por Lance (Josh Hamilton) para acabar com o complexo, acreditando que eles eram responsáveis por um ataque a uma caravana da Commonwealth. 
Gabriel se reúne com Negan (Jeffrey Dean Morgan), que se juntou à comunidade, e o último secretamente envia uma mensagem para Hilltop com Jesse (Connor Hammond) em fuga. Maggie (Lauren Cohan), Lydia (Cassady McClincy) e Elijah (Okea Eme-Akwari) vão ao complexo para lutar contra as tropas da Commonwealth depois de se reunirem com Aaron.

## Recepção

### Crítica
Warlords recebeu críticas positivas. No Rotten Tomatoes, o episódio teve uma taxa de aprovação de 86%, com uma pontuação média de 7.90 de 10, com base em 7 avaliações.

### Audiência
O episódio teve um total de 1.79 milhões de espectadores em sua exibição original na AMC na faixa de 18-49 anos de idade. Apresenta aumento de 0.21 pontos de audiência em relação ao episódio anterior.